# 紐約任天堂

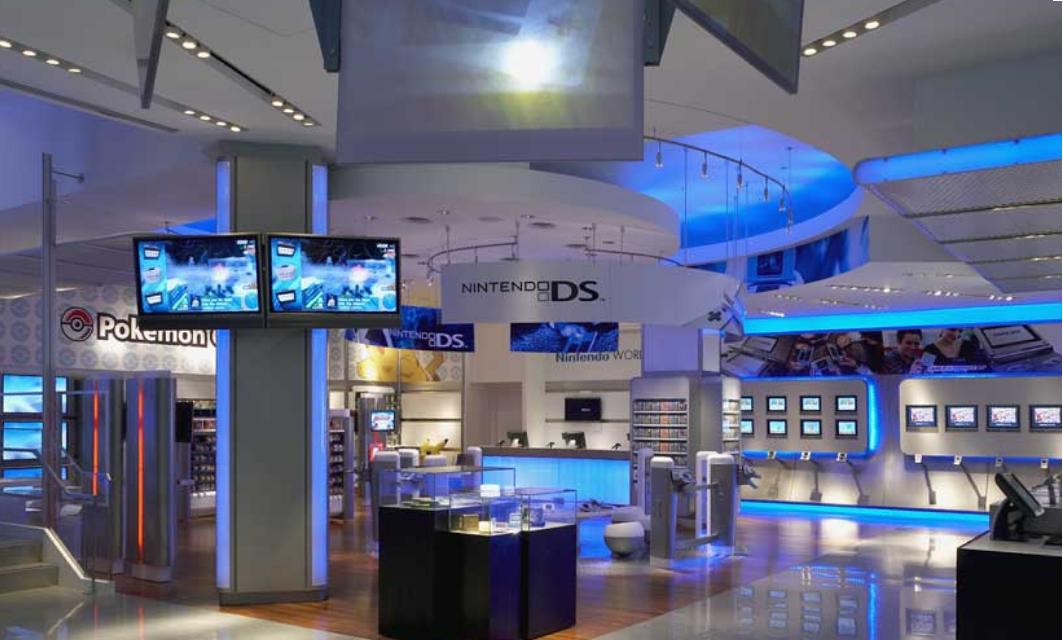
任天堂世界時期的商店（2006年）

紐約任天堂，曾稱作任天堂世界和精靈寶可夢中心，是電子遊戲公司任天堂的旗艦專營店。商店坐落於美國紐約市洛克斐勒中心的10洛克斐勒廣場，共兩層占地1萬平方尺，2005年5月14日開業。

## 外部連結
- 官方网站
- .   [2018-02-17]. （原始内容存档于2001-11-18）.
- .   [2018-02-17]. （原始内容存档于2005-04-06）.

40°45′29″N 73°58′46″W / 40.75805°N 73.97941°W